# مجیر الدین الحنبلی
مجیر الدین الحنبلی (عربی: مجير الدين الحنبلي، زاده:۱۴۵۶ – درگذشته:۱۵۲۲) نسب «ابو الیمن مجیر الدین عبد الرحمن بن محمد بن عبدالرحمن العیمی المعری المقدسی الحنبلی» است.

## زندگی‌نامه
حنبلی، قاضی، محقق، فقیه و مورخ در «الرمله» متولد شد.
سپس برای ادامه زندگیش به قدس نقل مکان کرد؛ و درآنجا ملقب به قاضی‌القضات شد و به محض رسیدن به بلوغ و مرحله یادگیری، پدرش مسئولیت مراقبت و راهنمایی او را به عهده گرفت، مراحل کسب دانش وی را می‌توان به دو دسته تقسیم کرد، از یک طرف تحصیل در مسجد الأقصی و مدرسه صلاحیه و از طرف دیگر مختص آموزشهایی است که در قاهره گذرانده‌است که بمدت ۱۰ سال برآورد می‌شود.
مهمترین آموزگار وی در این مرحله، «ابن ابی بکر السعدی» بود و پس از بازگشت از قاهره به سِمت والی قدس گمارده شد و تا زمان وفاتش در این منصب باقی ماند و در سال ۱۵۲۲ درگذشت.

## آثار
نوشته‌های وی در ۵ جلد بود:
- فتح الرحمن فی تفسیر القرآن: فی مجلدین.
- المنهج الأحمد فی تراجم أصحَاب الإمام أحمد.
- التاریخ المعتبر فی أنباء من غبر.
- إتحاف الزائر وأطواف المقیم المسافر.
- الأنس الجلیل بتاریخ القدس والخلیل.[۵]